# Georges D'Amboise
Georges d'Amboise (Chaumont-sur-Loire, 1460 – Lyon, 25 de maio de 1510) foi um cardeal católico romano francês e ministro de Estado. Ele pertencia à casa de Amboise, uma família nobre possuidora de considerável influência: de seus nove irmãos, quatro eram bispos. Seu pai, Pierre d'Amboise, seigneur de Chaumont, foi camareiro de Carlos VII e Luís XI e embaixador em Roma. O irmão mais velho de Georges, Charles, foi governador da Île-de-France, Champagne e Borgonha, e conselheiro de Luís XI.

## Biografia

### Primeiros anos
Georges d'Amboise nasceu no Castelo de Chaumont, filho de Pierre d'Amboise e Anne du Beueil. Ele tinha apenas quatorze anos quando seu pai conseguiu para ele o bispado de Montauban, e Luís XI o nomeou um de seus esmoleiro. Ao chegar à idade adulta, d'Amboise se juntou ao partido de Luís, duque de Orléans, por cuja causa sofreu prisão em Corbeil, e em cujo retorno ao favor real foi elevado ao arcebispado de Narbonne (18 de junho de 1482), no qual o papa se recusou a confirmá-lo; depois de algum tempo, ele mudou sua sede para a de Rouen (1493). Com a nomeação de Orléans como governador da Normandia, d'Amboise se tornou seu tenente-general.
Em 1498, o duque d'Orléans subiu ao trono como Luís XII, e d'Amboise foi subitamente elevado à alta posição de cardeal (17 de setembro de 1498) e primeiro-ministro. Em dezembro de 1498, ele obteve a anulação do casamento do rei Luís com Joana de Valois (que era incapaz de ter filhos); o rei Luís então se casou com Ana da Bretanha, viúva de seu antecessor, o rei Carlos VIII, em janeiro de 1499.

### Guerras Italianas
Sua política externa foi animada pelo objetivo de aumentar o poder francês na Itália pela conquista dos territórios milaneses, nos quais ele pode ser visto como o continuador das políticas de Étienne de Vesc. Em 9 de fevereiro de 1499, ele assinou um tratado com Veneza ao qual o Papa Alexandre VI aderiu. Ele acompanhou Luís e entrou com ele em Milão em 6 de outubro de 1499; ele foi encarregado de organizar aquela província sob controle francês, então retornou à França em novembro. Após a revolta de março de 1500 em favor de Ludovico Sforza, o cardeal foi nomeado tenente-general; ele retomou o ducado de Milão e enviou Sforza para a França como prisioneiro. Ele fez uma entrada triunfal em Lyon em 23 de junho e recebeu de Luís XII o condado de Lomello. O cardeal retornou à Itália no início de 1501 para a tentativa de conquista de Nápoles; ele foi para Trento como embaixador em outubro de 1501.
Sua administração na França foi, em muitos aspectos, bem-intencionada e útil. Tendo a sorte de servir a um rei que era econômico e justo, ele foi capaz de diminuir os impostos, introduzir ordem entre os soldados e, acima de tudo, pelas ordenanças de 1499, melhorar a organização da justiça. Ele também era zeloso pela reforma da igreja e, particularmente, pela reforma dos mosteiros; e é muito importante para ele que ele não tenha aproveitado as oportunidades extremamente favoráveis que possuía de se tornar um pluralista.
Ele gastava regularmente uma grande renda em caridade e trabalhou arduamente para impedir o progresso da peste e da fome que eclodiram em 1504.

### Construção da Torre da Manteiga
A Torre de Manteiga da Catedral de Rouen foi erguida no início do século XVI. d'Amboise autorizou a queima de manteiga em vez de óleo, que era escasso, em lâmpadas durante a Quaresma, coletando dinheiro de seis deniers Tournois de cada diocesano para esta permissão. Um sino para a torre foi fundido em 1501 e recebeu o nome de George d'Amboise. Ele rachou em 1786 e foi derretido para canhão durante a Revolução Francesa.

### Aspirações para o Papado
Com a morte do Papa Alexandre VI (1492-1503), ele aspirou ao papado durante o conclave papal, em setembro de 1503. Ele tinha tropas francesas às portas de Roma, por meio das quais poderia facilmente ter assustado o conclave e induzido a elegê-lo; mas ele foi persuadido a confiar em sua influência; as tropas foram dispensadas e um italiano foi nomeado como Pio III (1503); e novamente, com a morte de Pio no mesmo mês, outro italiano, Júlio II (1503-13), foi escolhido. 
Em 4 de dezembro de 1503, o cardeal d'Amboise recebeu como compensação o título de legado papal vitalício na França e em Avignon.

### Liga de Cambrai
Ele foi um dos negociadores do desastroso Tratado de Blois (1504) e, em 1508, da Liga de Cambrai contra Veneza . Em 1509, ele novamente acompanhou Luís XII à Itália, mas em seu retorno foi apreendido na cidade de Lyon com um ataque fatal de gota no estômago. Ele morreu lá em 25 de maio de 1510. Seu corpo foi removido para Rouen; e um túmulo magnífico, no qual ele é representado ajoelhado em atitude de oração, foi erguido em sua memória na catedral daquela cidade. Ao longo de sua vida, ele foi um patrono iluminado das letras e da arte, e foi por suas ordens que o Château de Gaillon perto de Rouen foi construído.
A cidade de Amboise deve muito de sua importância à fama de Georges d'Amboise, cujos antepassados, no entanto, perderam o castelo de onde derivaram seu nome.
Seus sobrinhos Louis d'Amboise, Georges II D'Amboise e François Guillaume de Castelnau-Clermont-Lodève também foram nomeados cardeais.